# 最高速度 (SHISHAMOの曲)
「最高速度」（さいこうそくど）は、SHISHAMOの15作目の配信限定シングルで通算25作目のシングル。2024年1月10日にGOOD CREATORS RECORDS / UNIVERSAL SIGMAからリリースされた。

## 楽曲解説
- 前作「私のままで」から約3ヶ月ぶりのシングル。
- ボートレース2024年新CMシリーズ『ボートレース だれもが躍動するスポーツ』のTVCMに書き下ろされた曲で、“性別も年齢も関係なく、誰だって活躍できる”というCMテーマをもとに制作された[1]。
- 宮崎は、「CMで一番流れるサビに関しては、パッとテレビで聞いた時に“キラッ”と“SHISHAMOらしく”聴こえるように心掛けて」制作して、「イントロ部分はゴリゴリな音で攻めてみたり、SHISHAMOのいろんな面が見える曲になっていると思います」とコメントしている[2]。
- ベースの歪みにエフェクターのHizumitasが使用されている。イントロに関して、宮崎は当初もう少し抑えた音をイメージしていたが、松岡がレコーディングの最初に出した強く歪んだ音を聞くと他の音では物足りなくなり採用した[3]。
- 2023年12月26日、 FM802『ROCK KIDS 802 -OCHIKEN Goes ON!!-』でラジオ初オンエアされた[4]。
- 12月29日に出演した『FM802 ROCK FESTIVAL RADIO CRAZY 2023』でライブ初披露された[5]。
- 2024年1月1日、リリースに先駆けてTikTokで先行配信が開始され[6]、『ボートレース だれもが躍動するスポーツ』のTVCMの全国放送が開始された[1]。

## ミュージック・ビデオ
- 1月9日、ティザー映像が公開された[7]。1月10日、本曲がリリースされ、ティザー映像 #2とミュージック・ビデオが順に公開された。「わたしの宇宙」を手がけた石原慎監督と再びタッグを組んで制作され、スポーツを題材に、競技に立ち向かう人々の姿がオムニバスで描かれている。石原はビデオについて、「今年はパリオリンピックイヤーということで、この勢いある楽曲でスポーツに着目して作りました。ドローンで撮影されたアグレッシブな演奏シーンにも注目して頂きたいです」とコメントしている[8]。メンバーが演奏を行っているのは等々力球場で、他にも等々力陸上競技場（「明日も」のミュージック・ビデオでも使用された）など等々力緑地の各所が登場する[9]。また、石原の公式インスタグラムアカウントではキャストやスタッフなどの情報が公開されている[10]。沼口拓樹[11]、羽柴なつみ[12]、湊伶央[13]、佐々木怜司[14]他、多くの役者が出演している。

## テレビ出演
| 番組名             | 放送日        | 放送局     | 演奏曲                                                   |
| ------------------ | ------------- | ---------- | -------------------------------------------------------- |
| DayDay.            | 2024年1月31日 | 日本テレビ | 最高速度 君の目も鼻も口も顎も眉も寝ても覚めても超素敵!!! |
| MUSIC FAIR         | 2024年2月10日 | フジテレビ | 最高速度                                                 |
| CDTVライブ!ライブ! | 2024年4月08日 | TBS        | 最高速度                                                 |

## 収録アルバム
- 『SHISHAMO 8』